# Orglice (glasbilo)
Orglice (tudi ustna harmonika) so aerofono glasbilo s prostimi kovinskimi peresi in spadajo med pihala. Njihov glavni del so kovinska peresa, ki so vpeta na eni strani in prosta na drugi in so nameščena v majhne žlebove, skozi katere pri pihanju in vdihavanju pihamo zrak. Pri tem peresa zavibrirajo in zazvenijo.

## Način izvajanja
Pri orglicah nimamo tipk, kot je to običajno pri nekaterih drugih instrumentih iste družine, kot so orgle s kovinskimi peresi, diatonične harmonike itd. Namesto tega z ustnicami in jezikom izbiramo eno ali več lukenj, ki so običajno zaporedoma postavljene v vrsto, neke vrste ustnik. Vsaka luknja ima eno 2 ali več peres. Pero, ki je nameščeno na zgornji strani plošče s peresi, zazveni, če v luknjo pihamo, drugi ton v isti luknji pa lahko običajno izberemo z vdihom. Vdih naj ne bo pretirano močan, če pri vdihu »pojeste« kovinsko pero, ste očitno preveč močno in preko vseh meja vdihnili skozi orglice, zato nežno oziroma v mejah normale, kolikor je pač potrebno za doseg določenega efekta. 
Nekatere orglice, znane kot kromatične imajo poleg že omenjenih sestavnih delov tudi drsnik, ki ga lahko premaknemo z uporabo gumba ob strani orglic, nazaj na svoje mesto pa se vrne s pomočjo vzmeti sam. Kadar je gumb pritisnjen, dobimo namesto osnovnih dveh tonov v eni luknji, dva druga tona, ki pa sta za polovico tona višja. S pritiskom na gumb dobimo npr. iz prej zveneih tonov (C-D) --> (Cis-Dis)
V zabavni glasbi so orglice so največkrat uporabljane pri bluesu in nato še v zvrsteh kot so folk, jazz, country, rock and roll in pop glasbi. Tudi v literaturi resne (klasične) glasbe poznamo veliko primerov uporabe tega instrumenta. Najznamenitejše delo zanj je koncert za ustno harmoniko in orkester (v a molu) Heitorja Ville-Lobosa.
Profesionalnih izvajalcev na ta instrument je v Sloveniji malo. Na področju resne glasbe je najvidnejši Vladimir Hrovat.

## Deli orglic
Osnovni deli orglic so jedro, plošči s peresi in dva pokrova: plošči, s katerimi so zaščitena peresa, služijo pa tudi kot odmevnik. 
- Jedro je po tradiciji bilo narejeno iz lesa, danes pa so bolj običajna jedra iz plastike ali kovine. V jedru so prostorčki, v katerih je mesto za peresa. V modernejših orglicah je sama oblika jedra bolj kompleksna zaradi potrebe po kontroli nad pretokom zraka v samem jedru.
- Plošča s peresi (reed-plate) je izraz za skupino več kovinskih peres, združenih na eni plošči v enem kosu, običajno iz medenine, včasih tudi iz železa ali aluminija, kot tudi plastike. Peresa so običajno prikovana, včasih pa tudi privijačena ali navarjena. Izjema so orglice, ki jih je projektiral Finn Magnus v 50 letih 20. stoletja, ki so narejene iz enega kosa plastike kjer so tako plošča s peresi kot tudi peresa sama iz enega samega kosa plastike.
- Peresa so običajno na obeh straneh plošče in se odzivajo na pih ali vdih odvisno od tega, na kateri strani plošče so. Običajno se peresa odzivajo tako, da se tista na notranji strani jedra se odzivajo na pritisk zraka (vpih), tista na notranji strani jedra pa na podpritisk oziroma vdih. Večina orglic orglic je narejenih tako, da so plošče s peresi pritrjene na jedro z vijaki, nekateri tradicionalni modeli pa še vedno uporabljajo žebljičke.
- Pokrova oziroma plošči ki služita kot zaščita in odmevnik so običajno iz kovine, uporablja pa se tudi les ali plastika. Na pokrovu je običajno znak proizvajalca in okras ter oznake za uglasitev, in so enostavno uporabna za držanje orglic, nekateri modeli kot je npr. Hohner CBH-2016 in Suzuki Overdrive diatonic pa imajo kompleksnejšo obliko za posebne funkcije, ki običajno niso dostopne v tradicionalnih oblikah.